# Acalypha scandens
Acalypha scandens é uma espécie de flor do gênero Acalypha, pertencente à família Euphorbiaceae.